# Calotes htunwini
Calotes htunwini là một loài thằn lằn trong họ Agamidae. Loài này được Zug & Vindum mô tả khoa học đầu tiên năm 2006.